# Klemens Perner
Klemens Perner (* 18. August 1889 in Klostergrab; † 8. Oktober 1970 in Bregenz) war ein österreichischer Kapellmeister und Komponist.

## Leben
Perner begann mit sieben Jahren Violine und kleine Trommel zu lernen, später auch Flöte und Bratsche. Schon mit zwölf Jahren spielte er in einer Kapelle mit. 1909 kam er als Regimentsmusiker der Tiroler Kaiserjäger Nr. 4 erstmals mit seiner späteren Wahlheimat Bregenz in Berührung. Nach entbehrungsreichen Kriegsjahren im Ausland siedelte sich Perner 1927 endgültig am Bodensee an. Nur ein Jahr später übernahm er die Leitung der dortigen Stadtmusik bis zum Jahre 1940. Nach dem Zweiten Weltkrieg leitete Perner überdies zeitweise die Kapellen Fluh, Andelsbuch, Lingenau und Hohenems.
Perners kompositorische Tätigkeit umfasst etwa 30 Märsche, Walzer, zahlreiche Konzertstücke und eine Anzahl kleinerer Tänze. Im Auftrag des Vorarlberger Harmoniebundes hielt Perner Schlagwerk(zeug)kurse ab und war daneben bei den Bregenzer Festspielen und anderen Institutionen vielseitig als Musiker tätig. Er starb 81-jährig in Bregenz. Sein kompositorischer Nachlass liegt im Landesarchiv Vorarlberg.

## Auszeichnungen
Perners erfolgreichstes Werk ist der Walzer „Ballerinnerungen“, für den er beim Oberösterreichischen Bundesmusikfest in Wels 1955 den ersten Preis erhielt. Für Streichorchester ist der Walzer vom Vorarlberger Rundfunkorchester aufgeführt worden.

## Werke (Auswahl)
- Professor Westerop-Marsch
- Vorarlberger Bundesbanner-Marsch
- Hoch Bregenz, Marsch
- Marschperlen am Bodensee
- Ballerinnerungen, Walzer
- Spanisches Walzerintermezzo
- Grünbeck-Masch
- Schwarzbraune Mädel, Marsch
- Liedhoch, Marsch
- Alpenlieder-Marsch
- Klostergraber Turnermarsch